# Temür
Temür (mongolsky Төмөр; čínsky pchin-jinem Tiě mù ěr, znaky zjednodušené 铁穆耳, tradiční 鐵穆耳; 15. října 1265 – 10. února 1307), byl od roku 1294 druhým císařem říše Jüan a šestým velikým chánem mongolské říše s titulem Öldžejtü-chán (mongolsky Өлзийт Төмөр хаан).
Byl synem korunního prince Činkima a vnukem Chubilaje, zakladatele říše Jüan. Byl schopný a kompetentní vládce. Držel se Chubilajova politického kurzu ve snaze uchovat stabilitu říše, čímž jeho politika získala konzervativní charakter. Zahraniční politika byla umírněná, podařilo se mu ukončit čtyři desetiletí trvající válku jüanské říše se středoasijskými a západomongolskými chány a obnovit, byť jen formálně, jednotu mongolské říše. Jeho vrchní vládu akceptovaly kromě chánů Zlaté hordy, Ílchanátu a čagatajského ulusu i vládci myanmarského Paganu, Vietnamu a Čampy.

## Mládí
Temür se narodil 15. října 1265 jako třetí syn Činkima a jeho hlavní manželky Kökečin z kmene Chongiratů. První jüanský císař Chubilaj prohlásil Činkima roku 1273 následníkem trůnu. Jmenování korunního prince proběhlo v souladu s čínskými dynastickými zvyklostmi, ale v rozporu s mongolskými tradicemi a Jasou, podle níž měl být nový vládce vybírán na churalu. Činkim zemřel ještě za Chubilajova života, roku 1286.
Roku 1287 se v Mandžusku vzbouřili proti Chubilajovi tamní údělní vládci, potomci Čingischánových bratrů. Temür doprovázel císaře na tažení proti nim. Po vítězné bitvě s Najanem dostal samostatné velení v Liao-tungu a během následujících dvou let porazil Najanovy spojence Šiktura a Chadana.
V červenci 1293 ho Chubilaj pověřil správou Mongolska, kde nahradil Bajana, předního vojevůdce říše. Do Karakorumu ho doprovázel Öldžej, hlavní poradce po pravici stojící v čele Ústředního sekretariátu.
Po Chubilajově smrti 18. února 1294 vládní činitelé svolali chural do Šang-tu. Na trůn si činili nárok dva Činkimovi synové – nejstarší Kammala a třetí Temür (druhý Činkimův syn Darmabala zemřel roku 1292). Kammala byl zkušený vojevůdce, který dlouho sloužil v Mongolsku ve válce s Chajduem, roku 1292 byl jmenován knížetem z Ťin a jako úděl dostal zemi Tatarů. Temür byl sice koncem Chubilajovy vlády císařem protežován, a obdržel pečeť následníka,když byl vyslán do Mongolska, ale oficiálně jmenován korunním princem nebyl. Rezervovaný postoj císaře vyvolal Temür sám svým opilstvím.
Na churalu zahájeném 14. dubna 1294 získal převahu Temür. Přestože mnozí účastníci shromáždění sympatizovali s Kammalou, proti soustředěnému tlaku Temürových stoupenců se neprosadili. Temüra podpořili zejména starý generál a ministr Bajan, Temürova matka Kökečin i zasloužilí státníci a vojevůdci Üs Temür, stojící v čele Výboru pro vojenské záležitosti, Buchumu, prokonfuciánsky orientovaný sekretář hlavního poradce kanglyjského původu a Öldžej. Temür nastoupil na trůn 10. května 1294.

## Vláda

### Vnitřní politika
Temür byl schopný a kompetentní vládce, který se držel politického kurzu svého děda a ponechal v úřadě jeho ministry. Stejně jako jeho děd přál buddhismu. Pokusil se dosáhnout obnovení hospodářské síly říše, oslabené výdaji na Chubilajovu expanzívní politiku, zvláště na válku ve Vietnamu. Vysoké pozice se správě říše obsazoval různorodými kandidáty, Mongoly, Číňany, muslimy i křesťany. Respektoval konfucianismus a konfuciánské učence. Mongolského státníka Harghasuna, těsně spojeného s konfuciánskými vzdělanci, jmenoval hlavním poradcem po pravici v Ústředním sekretariátu. Postupně rostl i počet a vliv Tibeťanů v úřadech. Zvláště rodina Khon získala na vlivu, když císař roku 1296 adoptoval jednoho z nich. Také zvrátil Chubilajova opatření namířená proti taoistům.
Přidělil další prostředky své matce, její palác se v následujících letech stal centrem chongiratského vlivu. Mongolové a Se-muové spolupracovali s řadou čínských administrátorů a muslimských finančníků. Nejvýznamnějším muslimským státníkem byl Bajan, pravnuk Saijída Adžall Šams al-Dína, který řídil ministerstvo financí. Öldžej a Harghasun, stojící v čele vlády, se snažili o udržení politické a sociální stability říše. Mimo jiné byl roku 1297 v Mongolsku zakázán prodej a destilace alkoholu.
Temür oponoval zvyšování daní, prominul daňové nedoplatky nahromaděné během Chubilajovy vlády a opakovaně osvobozoval od daní některé regiony i celou říši. Po nástupu na trůn na rok osvobodil od daní Chánbalyk a Šang-tu. Obyvatelstvo Mongolska osvobodil od zdanění na dva roky. V roce 1302 zakázal výběr daní nad stanovené kvóty.
Vládní finanční situace se během Temürova panování zhoršila. Vláda zredukovala počet úředníků, kterých bylo v metropoli na 10 000, místo tabulkového počtu 2 600. Nicméně efektivnost práce státní správy se nezlepšila. Kontrolní úřady vyšetřovaly přes 18 tisíc úředníků obviněných z korupce, ale zejména ti výše postavení se leckdy dokázali vrátit do funkcí. Rostly i výdaje na zabezpečení členů císařského rodu, zvyšoval se jejich počet a císař byl navíc výrazně štědřejší než jeho předchůdce. Ze všech těchto důvodů finanční rezervy státu klesly na minimum, což velmi oslabilo důvěryhodnost papírových peněz.

### Zahraniční politika

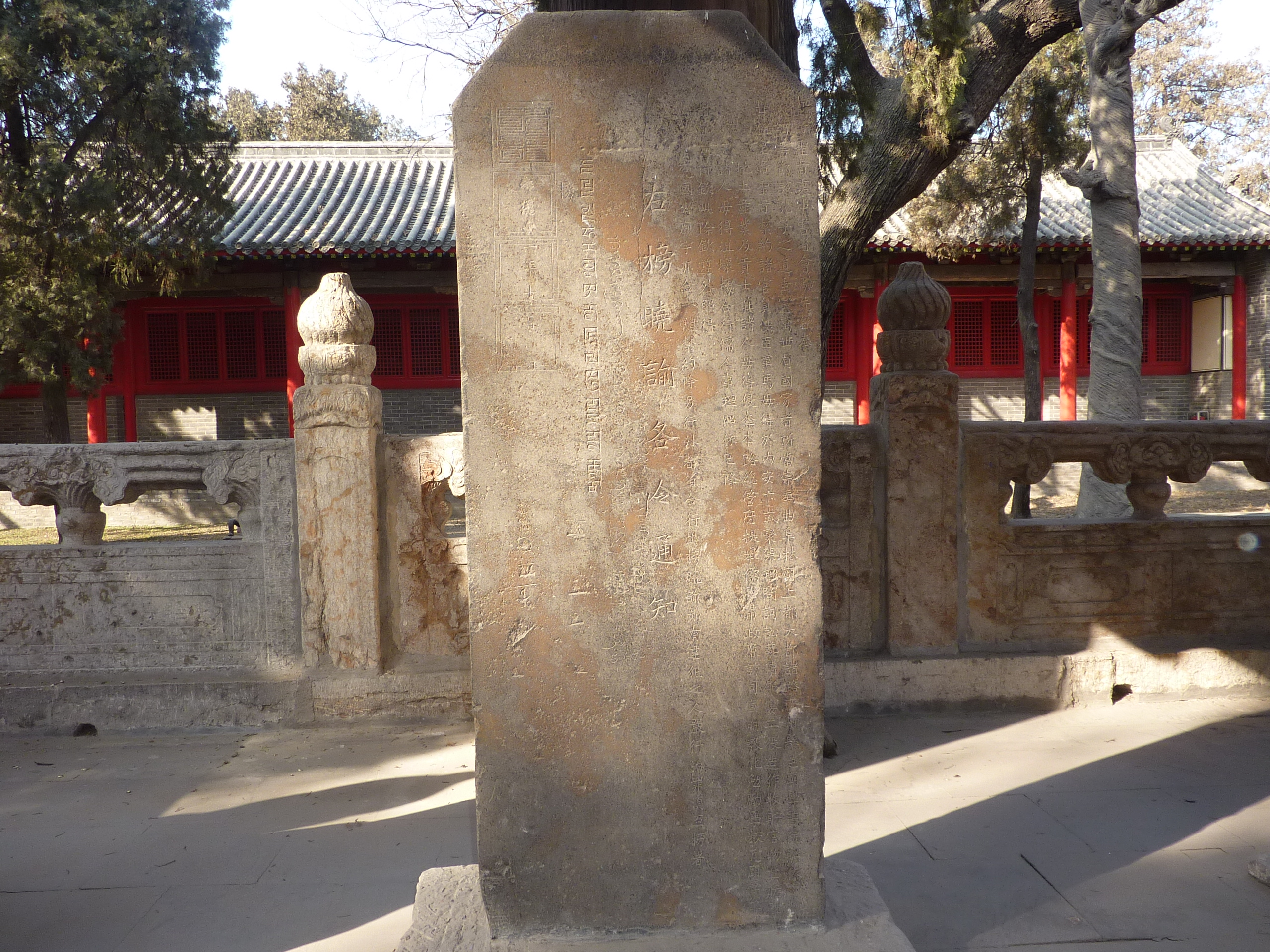
Císařský edikt týkající se ochrany chrámu Jen-chuej v Čchü-fu vydaný roku 1307. Text je v čínštině a mongolštině

Brzy po nástupu na trůn roku 1294 Temür odvolal všechny přípravy k další expanzi do Japonska a Vietnamu, jehož nový vládce roku 1291 odmítl přijmout jüanského vyslance. Temur poslal své posly do Japonska a Čampy s požadavkem poddání. Čampa se podrobila, ale kamakurský šógunát kontrolující Japonsko odmítl. Japonci (wo-kchou) dokonce později napadli Ning-po. Vládci Vietnamu, Myanmaru a thajského Sukhotaje navštívili Chánbalyk a pozdravili jüanského císaře jako svého pána roku 1295, 1297 a 1300. Poté Temür zastavil útoky proti Myanmaru a ukázal dobrou vůli navázáním diplomatických vztahů s Vietnamem, který začal posílat jüanskému císaři tribut.
Roku 1296 jüanská armáda likvidovala povstání na hornatém jihozápadě Číny. Generálům Liou Šenovi a Liou Kuo-ťieovi trvalo několik měsíců než rebelii potlačili. Příští rok na žádost myanmarského knížete Tribhuvanaditji Temür poslal vojsko, které Myanmarcům pomohlo vyhnat Šany z Myanmaru. Temür také roku 1296 přijal posly z Kambodži, obratem tam vyslal Čou Ta-kuana, jehož zápisky jsou cenným zdrojem pro poznání tehdejších poměrů v jihovýchodní Asii. Roku 1299 Tribhuvanaditju svrhl a zabil jeho bratr Athinkaja, což vyvolalo trestnou jüanskou expedici vypravenou následující rok. V letech 1301–1303 jüanské armády bojovaly rovněž se Šany, kvůli jejich nájezdům na Myanmar i jüanský Jün-nan. Obě války skončily uznáním jüanské svrchovanosti.
Tíže nákladů na války pobídla ke vzpouře jünnanského úředníka Sung Lung-ťiho a místní národ Tajů. Rebelie vypukla roku 1301, ale do dvou let byla potlačena. Nato Temür stáhl svá vojska z Myanmaru. V důsledku čehož se střední a jižní Myanmar dostal pod kontrolu thajských panovníků, poplatných říši Jüan.

### Vztahy s mongolskými chanáty

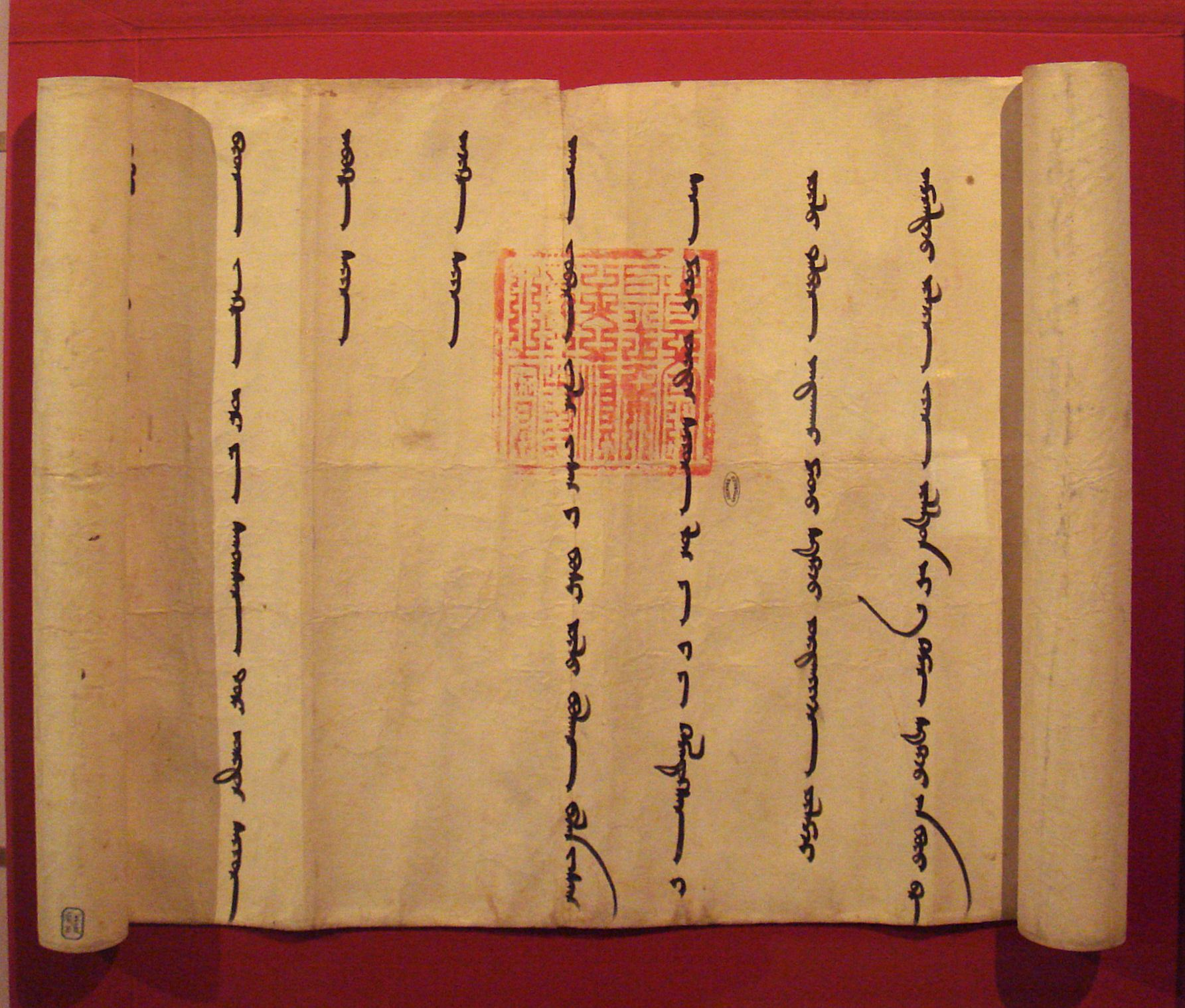
Dopis ílchána Öldžejtü francouzskému králi Filipu IV. ohlašující sjednocení Mongolské říše a mír uvnitř ní. Rok 1305

Ílchán Gházán po příchodu k moci roku 1295 přijal islám a všemožně podporoval jeho šíření ve své říši, také přerušil styky s „pohanskou“ říší Jüan. O tři roky později Gházán změnil politický kurs, přiznal svrchovanost velikého chána Temüra, poslal mu bohaté dary a přesvědčoval ostatní mongolské chány ke sjednocení se pod Temürovou vládou. V tom ho podporoval Bajan, chán Bílé hordy a Chajduův nepřítel. Temür oplátkou potvrdil Gházána ve funkci ílchána. Gházánovi vyslanci zůstali v Chánbalyku čtyři roky, mimo jiné navštívili úděl v severní Číně náležející ílchánům už od dob Hülegüho.
Temür byl nucen vést válku s nepřátelskými západomongolskými a středoasijskými chanáty – Ögedejovým a Čagatajovým ulusem, v jejichž čele stál Ögedejův potomek Chajdu, činící si nárok na hodnost velikého chána. Bojem s ním a správou Mongolska pověřil Temür svého staršího bratra Kammalu, kterému pomáhal zkušený státník Očičer, potomek Borochuly. Nepodařilo se jim Chajdua porazit, ale alespoň ho vytlačili na Altaj. Od roku 1298 chán čagatajského ulusu Duva zintenzivnil nájezdy na jüanská území a zajal Korkuze, ongutského knížete a Temürova zetě. Ale záhy Duvu v Kan-su porazil císařův bratranec Ananda. Poté Temür vyslal na západní hranici Mongolska Darmabalova syna Chajsana, aby upevnil obranu. Jüanská armáda roku 1299 zvítězila jižně od Alataje, ale další rok Chajdu porazil Chajsana. Poté Chajdu a Duva sebrali velkou armádu a roku 1301 vyrazili na Karakorum. Rozpoutaly se tvrdé boje, ale žádná strana nezískala převahu. Duva byl raněn a Chajdu koncem roku zemřel, načež v čele Ögedejova ulusu stanul jeho syn Čapar.
Čapar postrádal otcovu ctižádost a jelikož středoasijské ulusy trpěly válkou a Duva byl zainteresován na upevnění své moci ve střední Asii více než na válce s Čínou, uznali oba roku 1304 Temüra za velikého chána mongolské říše. Současně Temürovu svrchovanost uznali i Tochta, chán Zlaté hordy a Gházánův nástupce Öldžejtü. Temür poté formálně potvrdil Öldžejtüa v postavení ílchána.
Roku 1305 se rozhořel konflikt mezi Duvou a Čaparem, kteří se nedohodli na rozdělení území. Temür podpořil Duvu a na podzim 1306 mu poslal na pomoc velkou armádu vedenou Chajsanem, která ve spojení s Duvovými silami porazila Čapara.

### Nástupnictví
Celkově byla říše za Temürovy vlády ještě stále v dobré kondici. V Jüan-š', historii dynastie Jüan, sepsaných koncem 14. století je jeho panování považováno spolu s Chubilajovým za vrchol moci a slávy říše Jüan. Temür byl schopný vládce, jehož politika byla vzorem pro panovníky následujících několika desetiletí.
Po smrti hlavní Temürovy manželky Širindari (1299) a matky Kökečin (1300) u dvora získala vliv jeho další manželka Buluchan, jmenovaná císařovnou. Buluchan zasahovala do řízení státu, přičemž se projevila jako schopný politik, respektovaný i nepřáteli. V červnu 1305 prosadila jmenování svého a Temürova syna Tešou následníkem trůnu. Jeho možného soupeře, Darmabalova syna Ajurbarwadu posla na jeho úděl do Chuaj-čou na Žluté řece. Tešou však neočekávaně zemřel v lednu 1306. Temür zemřel v Chánbalyku 10. února 1307.
Náhlá smrt jednačtyřicetiletého císaře, který po smrti syna nejmenoval nového následníka, vyvolala vlnu krátkých, nicméně ostrých, srážek uvnitř vládnoucích elit. Císařovna a hlavní poradce po levici Achutaj podporovali Anandu, muslima a syna Činkimova bratra Mangaly. Hlavní poradce po pravici Harghasun a někteří členové císařského domu prosazovali Dharmapalovy syny Chajsana a Ajurbarwadu. Zvítězila druhá frakce a 21. června 1307 se novým velikým chánem a císařem stal Chajsan.